# Православ'я в Естонії
Православ'я в Естонії практикується 12,8 % населення, що робить його другою за чисельністю конфесією в країні після лютеранства, яке сповідують 13,6 %  населення. Православ'я, також відоме як «східне християнство» поширене насамперед серед російської етнічної меншини Естонії. Згідно з переписом населення 2000 року, 72,9 % з тих, що вказували православ'я як релігійну приналежність, є нащадками росіян.
Сьогодні в Естонії існують дві гілки східного православного християнства: Естонська апостольська православна церква, автономна церква під егідою Вселенського Константинопольського патріархату, і Естонська православна церква Московського патріархату, напівавтономна церква російського православ'я. 

## Історія

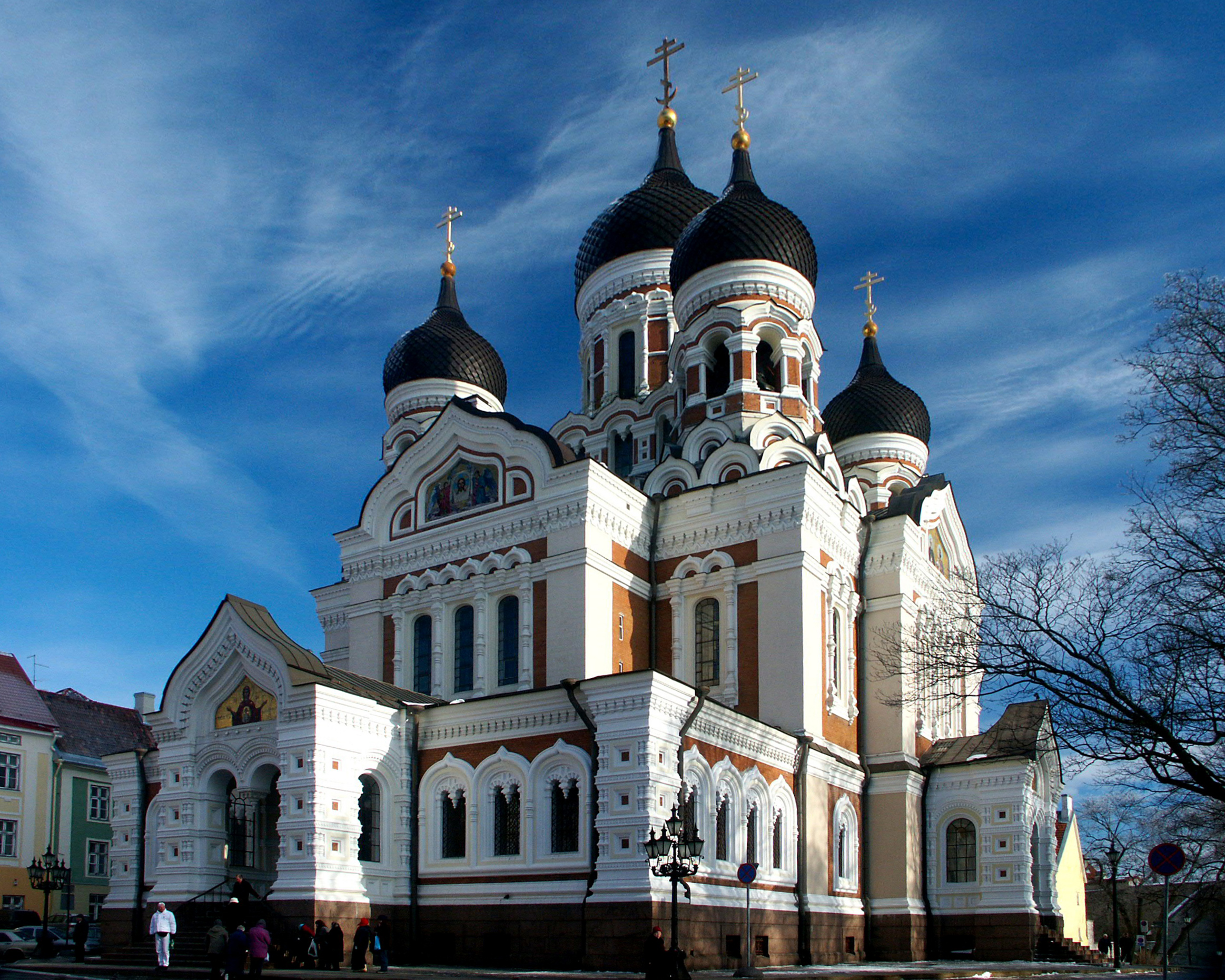
Собор Олександра Невського в Таллінні, його збудували наприкінці 19-го століття.

Найімовірніше, православ'я вперше з'явилось на території Естонії в 10-12-му століттях, його принесли проповідники з Новгорода і Пскова, на територіях південних регіонів наближених до Пскова. Перша згадка православних конгрегацій в Естонії датується 1030. Приблизно в 600 році н. е. на східній стороні Toome Hill (Toomemägi) естонці заснували місто Тарбату (сьогодні Тарту). В 1030, київський князь Ярослав Мудрий заволодів Тарбату і побудував власну фортецю, яку назвав Юрієв, і так само нібито було названо храм на честь святого Юрія (Георгія). Храм існував до 1061, коли згідно хронік, Юрієв спалили до тла, і всі православні християни були вигнані.
У результаті північних хрестових походів на початку 13-го століття, північна Естонія була завойована Данією, а південна частина Естонії Тевтонським орденом, а згодом Орденом мечоносців, і як наслідок від тоді, і по сьогодні, Естонія знаходилась під впливом західного християнства. Хоча, російські купці з Новгорода і Пскова згодом отримали можливість започаткувати маленькі православні конгрегації в деяких естонських містах. Одна з таких конгрегацій була вигнана з Дорпата (Тарту) Німеччиною в 1472, які також замучили їхнього священика, Ісидора, разом з іншими православними вірянами (день пам'яті відзначається 8 січня).
Небагато відомо про історію церкви в цьому регіоні до 17-18 століття, коли багато старообрядників переїхали до Естонії з Росії з метою уникнення літургійних реформ впроваджених патріархом Російської православної церкви Никоном.
У 18-19 столітті Естонія стала частиною Російської Імперії, після поразки Шведської Імперії в 1721 у Північні війні.  Протягом 1800-х років, значна кількість  естонських селян змінили свою віру, оскільки були переконані, що російський православний цар винагородить їх за такий крок землею. Це призвело до запровадження Російською православною церквою діоцезії в Ризі (сьогодні Латвія) в 1850. Наприкінці 19-го століття розпочалась хвиля русифікації, яка підтримувалась російською верхівкою, але не знаходила підтримки серед місцевого естонського духовенства. Собор Олександра Невського (Таллінн) і Монастир Пухтіца в Куремае були збудовані саме в цей час.